# Witagoła
Witagoła (lit. Vytogala) – wieś na Litwie w rejonie szyłelskim. 
Dawniej własność Krzysztofa i Józefy Szczyttów (1771). Do 1918 znajdowała się w powiecie rosieńskim w guberni kowieńskiej. 
W latach 1918−1940 na Litwie kowieńskiej. 
Miejsce urodzin litewskiego lotnika Stasysa Girėnasa. W 1969 otwarto tutaj muzeum poświęcone lotnikowi.